# Iffezheim
Iffezheim – miejscowość i gmina w Niemczech, w kraju związkowym Badenia-Wirtembergia, w rejencji Karlsruhe, w regionie Mittlerer Oberrhein, w powiecie Rastatt, wchodzi w skład wspólnoty administracyjnej Rastatt. Leży ok. 7 km na południowy zachód od Rastatt, przy drogach krajowych B36 i B500, ok. 2 km na wschód od granicy z Francją, nad Renem.

## Współpraca
Miejscowości partnerskie:
- Dahlwitz-Hoppegarten – dzielnica Hoppegarten, Brandenburgia

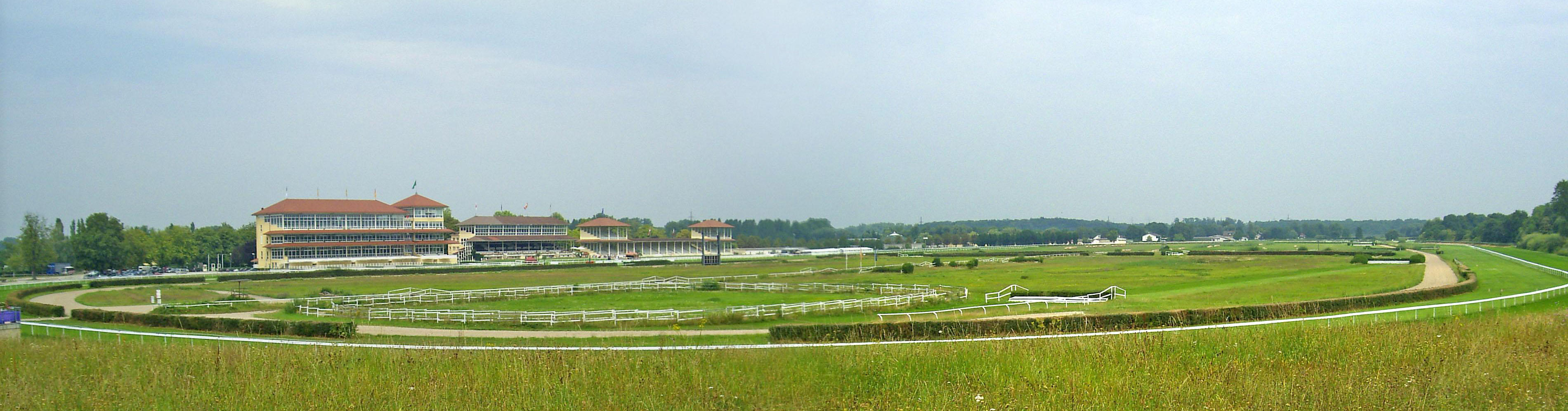
Tor wyścigów konnych

- Mondolfo, Włochy